# 2014 SR349
2014 SR349, também escrito como 2014 SR349, é um objeto transnetuniano que está localizado no disco disperso, uma região do Sistema Solar. Ele possui uma magnitude absoluta de 6,6 e tem um diâmetro estimado em torno de 211 quilômetros.

## Descoberta
2014 SR349 foi descoberto no dia 19 de setembro de 2014 pelos astrônomos Scott S. Sheppard e Chadwick Trujillo, por meio do Observatório de Cerro Tololo, no Chile.

## Órbita
A órbita de 2014 SR349 tem uma excentricidade de 0,836 e possui um semieixo maior de 290 UA. O seu periélio leva o mesmo a uma distância de 47,597 UA em relação ao Sol e seu afélio a 533 UA.